# CFF Ee 922
La Ee 922 est une locomotive électrique de manœuvre des Chemins de fer fédéraux suisses (CFF).

## Histoire
Elles furent commandées à Stadler Rail en décembre 2007 par les CFF et furent livrées entre 2009 et 2010. Elles portent la numérotation  922 001 à 922 025. Elle a remplacé l'Ee 3/3. Quatre machines supplémentaires ont été livrées en 2015.

## Utilisation
La Ee 922 est conçue essentiellement pour le service de manœuvre dans les gares. Bien qu'étudiée pour cela, elle peut, cependant, être servie pour le service en ligne. Elles sont réparties dans les gares de la manière suivante :
- 6 à Zurich
- 4 à Brigue
- 3 à Bâle
- 3 à Berne
- 3 à Genève
- 2 à Lucerne
- 1 à Coire
- 1 à Bienne
- 1 à Romanshorn
- 1 à St-Gall

## Galerie

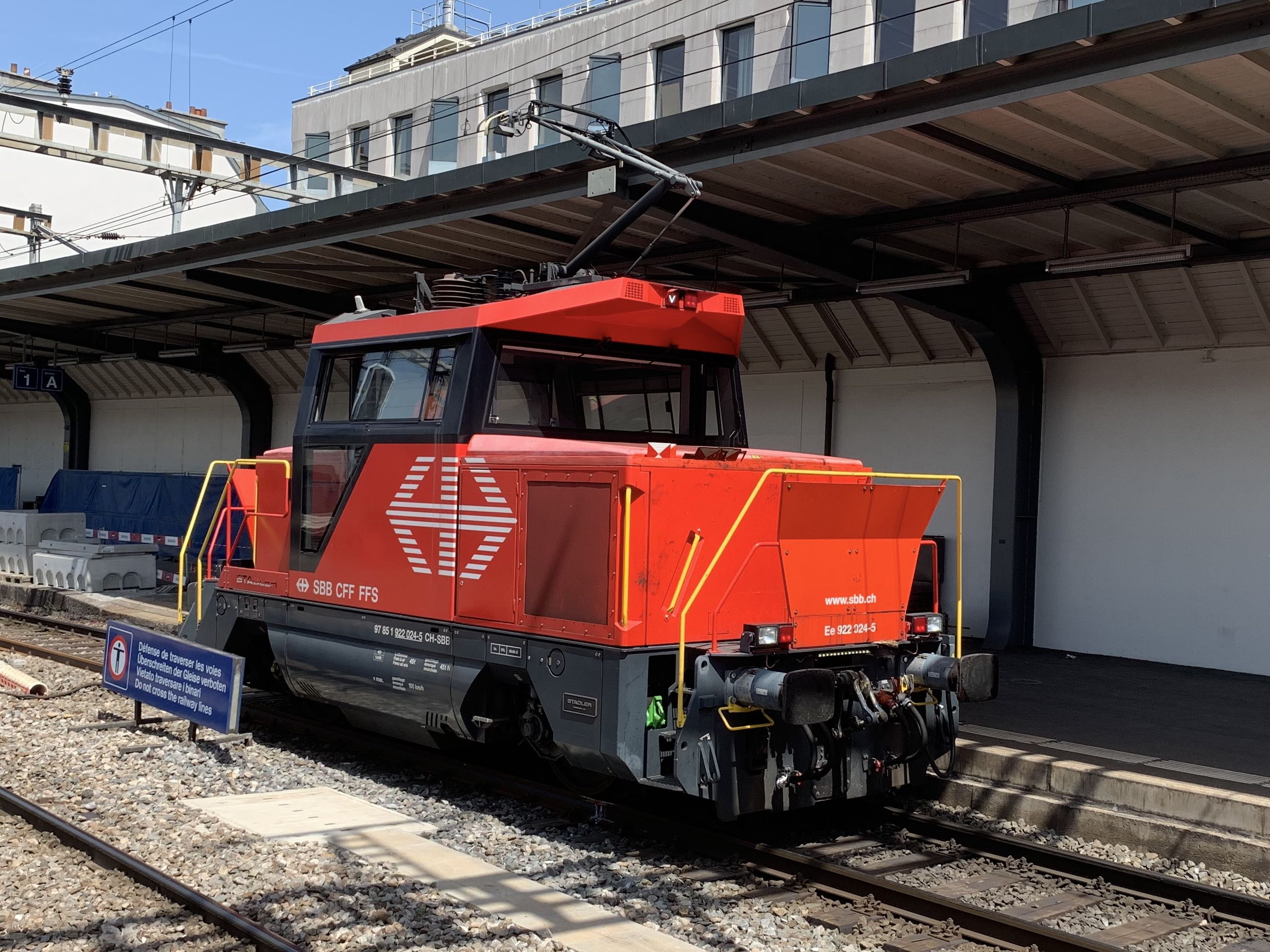
Locomotive Ee 922 024 en gare de Genève